# Česlovas Blažys
Česlovas Kazimieras Blažys (ur. 18 sierpnia 1943 w Kibartach) – litewski oficer policji, urzędnik państwowy, minister spraw wewnętrznych w latach 1999–2000.

## Życiorys
W latach 1965–1970 studiował na Wydziale Prawa Uniwersytetu Wileńskiego, a w latach 1977–1980 w Akademii MSW ZSRR.
W 1967 rozpoczął pracę w milicji. Do 1977 pracował jako inspektor i starszy inspektor śledczy. W latach 1981–1989 był szefem rejonowego wydziału spraw wewnętrznych w Wilnie. Od 1989 był zastępcą naczelnika służby profilaktyki Ministerstwa Spraw Wewnętrznych.
W latach 1990–1991 kierował wydziałem na Litewskiej Akademii Policyjnej. Od 1991 pełnił funkcję naczelnego komisarza zarządu policji samorządowej w departamencie policji w MSW. W latach 1993–1995 był dyrektorem departamentu migracji przy Rządzie Republiki Litewskiej.
Od 1995 do 1997 pracował jako dyrektor generalny w spółce "Gelvora".
W latach 1997–1999 sprawował urząd naczelnego komisarza policji wileńskiej. Od 10 czerwca 1999 do 9 listopada 2000 był ministrem spraw wewnętrznych. Do 2008 przewodniczył Państwowej Komisji Kontroli Gier.